# Stráž pod Ralskem
Stráž pod Ralskem (bis 1946 Vartenberk, deutsch: Wartenberg am Rollberg) ist eine Stadt des Okres Česká Lípa in der Region Liberec im Norden der Tschechischen Republik.

## Geographische Lage
Die Stadt liegt in Nordböhmen, etwa 25 Kilometer in südwestlicher Richtung vom Ještěd (Jeschken) und der Stadt Liberec (Reichenberg) entfernt und etwa 15 Kilometer nordöstlich zum Ralsko (Rollberg) und zur Stadt Mimoň (Niemes). Die Stadt wird im Osten, Norden und Westen von der Ploučnice umflossen, in die am Fuße des Zámecký vrch (352 m) der Ještědský potok und der Dubnický potok einmünden. Östlich vom Ortskern befindet sich der Horecký rybník (Groß Horka-Teich) und nordöstlich auf dem Zámecký vrch (352 m) das Schloss Vartenberk (Wartenberg).

## Geschichte

### Geschichte der Stadt

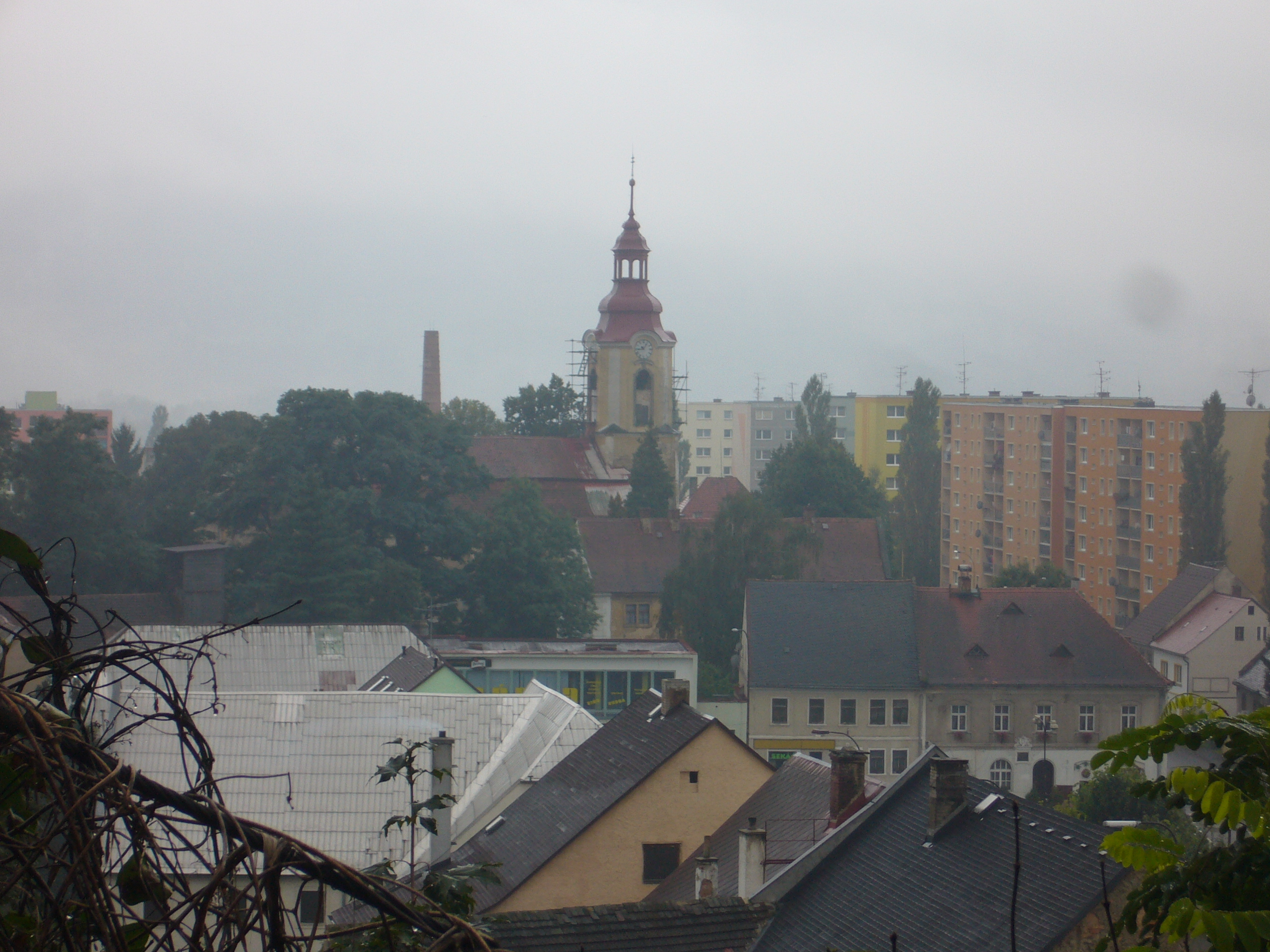
Blick vom Schloss Vartenberk auf die Stadt

Wartenberg soll 1256 unterhalb der gleichnamigen Burg der Herren von Wartenberg als Burgansiedlung angelegt worden sein. Bei der Herrscherfamilie handelt es sich um einen urkundlich erstmals 1281 unter diesem Namen auftretenden Zweig auf dem Rollberg, tschechisch Ralsko. Die Pfarrkirche hatte bereits 1384 ihren eigenen Seelsorger.
Die Burg und spätere Burgstadt hatte ihre Aufgabe im Schutz der Handelswege nach Zittau, was sich auch in der Namensgebung widerspiegelt: „Wartturm zur Rollburg“ (stražna podrólski) – „warta“ oder „varte“ – der Wartturm (Wachtturm) und „pork“ oder „berk“ – der Berg.
Marquard von Březno ernannte seinen Sohn Beneš, der später auch Prager Burggraf wurde, zum Burgherrn auf Wartenberg. Beneš von Wartenberg wurde zum Stammvater der Herren von Wartenberg.
Mit dem Niedergang des Hauses Wartenberg während des Dreißigjährigen Krieges wechselte die Herrschaft über Burg und Stadt mehrmals. Im 16. und 17. Jahrhundert gab es einen Wechsel verschiedener Adelsfamilien, unter anderem residierte von 1620 bis 1634 auch Albrecht von Wallenstein. Zwischen 1714 und 1922 war sie im Besitz der Grafen Hartig. Verwaltungstechnisch bildete Wartenberg ab der Mitte des 19. Jahrhunderts eine Gemeinde im Gerichtsbezirk Niemes bzw. im Bezirk Böhmisch Leipa.
Von 1938 bis 1945 gehörte Wartenberg zum Landkreis Deutsch Gabel im deutschen Reichsgau Sudetenland, Regierungsbezirk Aussig.

### Demographie
Bis zu den Nachkriegsvertreibungen im Jahr 1945 bis 1947 war Wartenberg hauptsächlich von Deutschen besiedelt.
| Jahr | Einwohner | Anmerkungen    |
| ---- | --------- | -------------- |
| 1830 | 1.304     | in 230 Häusern |
| 1860 | 1.400     | [ 8 ]          |
| 1930 | 1.051     | [ 9 ]          |
| 1939 | 1.141     | [ 9 ]          |

| Jahr      | 1970 | 1980  | 1991  | 2001  | 2003  |
| --------- | ---- | ----- | ----- | ----- | ----- |
| Einwohner | 898  | 2.476 | 3.873 | 4.028 | 4.068 |

## Uranbergbau

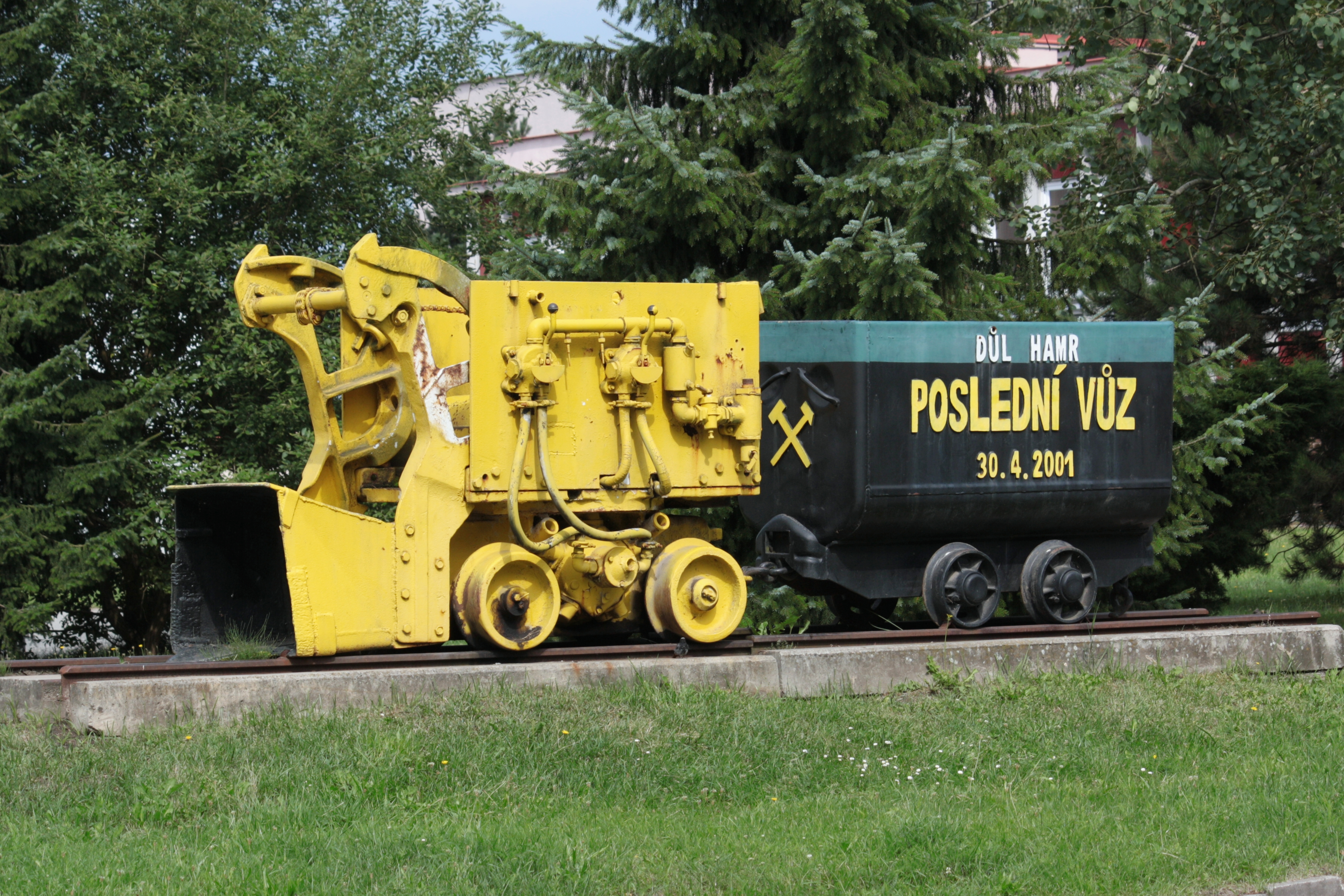
Ehem. Grubenbahn

Stráž pod Ralskem ist auch durch die Uranbergwerke der realsozialistischen Nachkriegsära bekannt. In den rund um die Stadt betriebenen Gruben- und Stollanlagen wurden bis 1996 insgesamt 15.000 Tonnen Uran gefördert. Die Region war einst das weltweit größte Uranfördergebiet. Die hier abgelagerten Abfälle führen von Zeit zu Zeit in der Öffentlichkeit zu einer sehr kontroversen Debatte. Die gegenwärtig beeinflusste Gesamtfläche des wassergesättigten Cenoman-Kollektors beträgt etwa 24 Quadratkilometer. Die durch die chemische Förderung hervorgerufene Kontamination des Gesteinsmilieus bedroht potentionell die Trinkwasserquellen sowie die Oberflächenflüsse in der Region. Es droht hier eine Wanderung von sehr saueren und versalzten Lösungen in die Grundwasser Turonkollektoren, wodurch auch die zurzeit sehr wertvollen und zugleich größten Wasserquellen in der Tschechischen Republik für Jahrhunderte entwertet werden könnten. Aus diesem Grund ist es nötig, eine umfangreiche Sanierung dieses Gebietes durchzuführen. Nach den Modellberechnungen wird die Sanierung und Liquidation der Folgen des hier chemisch geförderten Urans noch bis in die 2080er Jahre andauern. Die dafür veranschlagten Kosten belaufen sich bei etwa 1,6 Milliarden Euro, dies entspricht einem Gegenwert von etwa 40,9 Milliarden CZK.
Auf einem 628 Hektar großen Areal nordwestlich der Stadt, parallel zur Landstraße 278 in Richtung Nový Luhov gelegen, werden die etwa 10 Millionen Tonnen von radioaktiv kontaminierten Chemieschlamm konzentriert. Seit 2011 sind dort liquidierende Sanierungsmaßnahmen eingeleitet.

## Verkehr

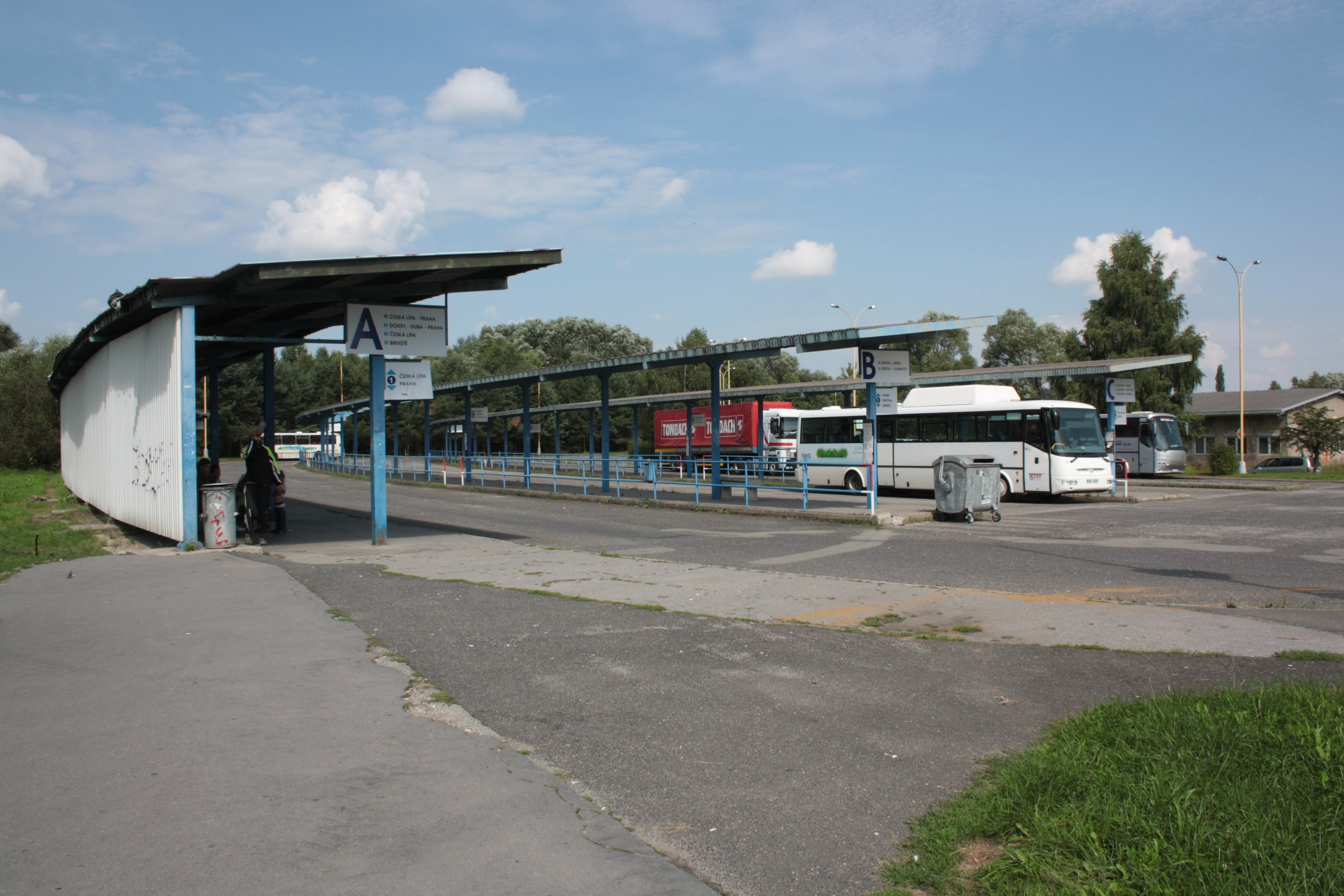
Busbahnhof

Stráž pod Ralskem liegt an der Landstraße 278 von Nový Luhov nach Hodkovice nad Mohelkou.
Westlich zum Zentrum befindet sich ein Busbahnhof, wo vor allem Busse von und nach Mimoň, Liberec, Český Dub, Doksy und Česká Lípa verkehren.
Eine Anbindung an das tschechische Bahnnetz gibt es in Stráž pod Ralskem selbst nicht. Der nächstgelegene Bahnhof Brniště in der Ortschaft Luhov an der Strecke von Liberec nach Ústi nad Labem ist etwa 10 Kilometer vom Ort entfernt.
Ein inzwischen wieder aufgelöstes Unternehmen der Stadtwerke Liberec und der Regionalverwaltung Liberecký kraj verfolgte noch bis 2010 intensive Pläne, eine Straßenbahnlinie von Liberec nach Stráž pod Ralskem zu bauen. Der damit verbundene, finanziell recht aufwendige Ještědtunnel und die Planzurückstufung im tschechischen Verkehrsministerium führten zur Auflösung, und die Planungen zur Regiotram Nisa sind vorerst eingestellt.

## Söhne und Töchter der Stadt
- Heinrich Ignaz Franz Biber (1644–1704), Komponist
- Daniel Joseph Mayer von Mayern (1656–1733), Erzbischof von Prag
- Franz Baugut (1668–1726), Bildhauer, Schnitzer, Baumeister und Tischler sowie Jesuit
- Anton von Jaksch (1810–1887), Internist, Rektor der Universität Prag
- Rudolf Bitzan (1872–1938), Architekt